# Francia autonómia Bern kantonban

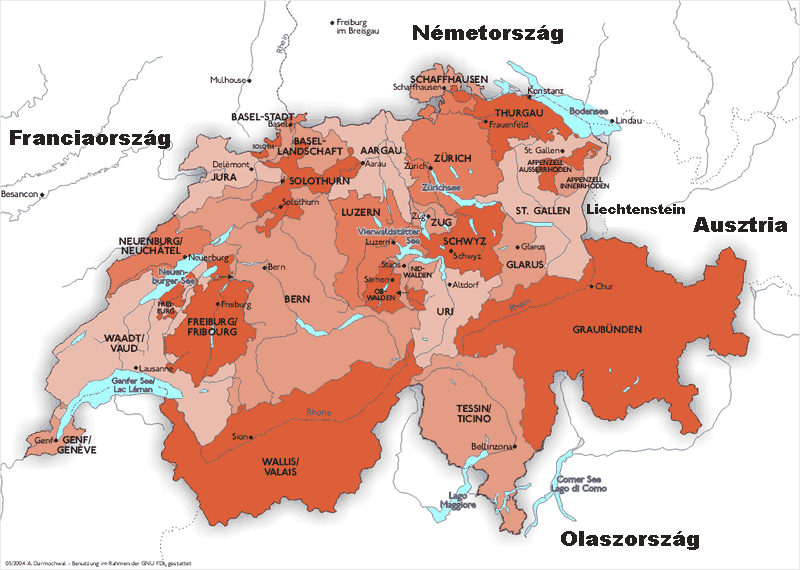
Svájci kantonok

Bern kanton lakosságának kb. 11%-a francia. Ezek a franciák az ún. Berni Jura nevű tájegységben élnek, mely három körzetet fed le: Courtelary, La Neuveville és Moutier.

## Története
1979-ben népszavazást tartottak Bern kantonban, hogy a francia nyelvű körzetek Jura néven a Svájci Konföderáció önálló tagállama (kantonja) legyen. A francia nyelvű körzetek többsége a Berntől való elszakadásra szavazott, de Courtelary, La Neuveville és Moutier körzetekben a többség elsősorban gazdasági okokból a Bern kantonban maradásra szavazott. 2004-ben népszámlálást tartottak Bern kantonban. Berni Jura lakossága a népszámlálás eredménye alapján 52 ezer fő, többségük francia származású. 2006-ban a berni parlament kiadta a Bern kantonban élő franciák jogait tartalmazó statútumot.

## A berni franciák jogai

### Az alapvető emberi jogok
Lásd: Emberi Jogok Egyetemes Nyilatkozata

### Az autonómiához való jog
2006-tól kezdve működik Berni Jura Regionális Parlamentje, mely biztosítja a berni franciák autonómiajogait. A 2006-os Statutum in Jura Bernois alapján Bern kantonon belül Berni Jura (fr.: Jura Bernois) autonómiával rendelkezik, Bern autonóm tartománya/régiója. Bern kanton kül - és hadügyein kívül minden ügyét maga intézi, ezen belül Berni Jura is teljes belügyi önállósággal rendelkezik, leszámítva a bevándorlási - és valutaügyeket. Berni Jura Regionális Parlamentje választja Berni Jura Regionális Kormányát, azaz az Államtanácsot, mely Jura bernois végrehajtó hatalmát birtokolja. Az Államtanács 7 tanácsosból áll, közülük egyikük Berni Jura elnöke. Az igazságszolgáltató hatalom Bern kanton legfelsőbb bíróságának a kezében van, közvetlenül pedig a három körzeti bíróság gyakorolja azt. Berni Jura  Svájcban a második szinten van közigazgatási értelemben, ez alapján Svájcban legalább két szint rendelkezik autonómiával. Ez azt jelenti, hogy Svájc egyik tagállama (kantonja), mely autonómiával rendelkezik, további területeknek - saját területén belül - autonómiát adhat. Ehhez hasonló pl.: Dél-Tirol, mely autonóm régión belül a németek (osztrákok) és ladinok lakta megye/megyék az autonóm régión belül is autonómiával rendelkeznek. 

### A nyelvhasználathoz való jog
Berni Jura autonóm régió területén a francia és a német a hivatalos nyelv. A hivatalokban a francia az elsődleges nyelv, az iskolákban pedig a franciát és a németet ugyanolyan szinten tanítják. Az autonóm régió hivatalos neve a francia Jura bernois és nem a németes Jura in Bern.

## Fordítás
- Ez a szócikk részben vagy egészben  a   Jura bernois című francia Wikipédia-szócikk fordításán alapul.  Az eredeti cikk szerkesztőit annak laptörténete sorolja fel. Ez a jelzés csupán a megfogalmazás eredetét és a szerzői jogokat jelzi, nem szolgál a cikkben szereplő információk forrásmegjelöléseként.